# OATアグリオ
OATアグリオ株式会社（OAT Agrio Co., Ltd. ）は、東京都千代田区に本社を置く、農薬・肥料などを製造・販売する企業である。自社で開発したベンフラカルブを使用した殺虫剤（商品名オンコル）やシフルメトフェンを使用した殺ダニ剤（商品名ダニサラバ）を主力商品とする。
大塚化学から独立した企業だが、大塚化学の持株比率が4.77%と現在も良好な関係である。徳島県鳴門市の研究開発部と工場は同社敷地内にあり、建物のみが自社保有で、同社に地代を払って使用している（土地賃貸借契約は会社発足からの30年契約）。

## 主力製品・事業
- 農薬
- 肥料
- 農業資材

## 主要事業所
- 本社（東京都千代田区）
- 札幌営業所（北海道札幌市）
- 仙台支店（宮城県仙台市）
- 東京支店（東京都千代田区）
- 名古屋支店（愛知県名古屋市）
- 大阪支店（大阪府大阪市）
- 四国出張所（徳島県鳴門市）
- 九州支店（熊本県熊本市）
- 研究開発部（徳島県鳴門市）
- 栽培研究センター（徳島県鳴門市）
- いばらき養液栽培共同試験農場（茨城県東茨城郡茨城町）
- 鳴門工場（徳島県鳴門市）

## 沿革
- 1950年（昭和25年） - 大塚化学薬品株式会社設立。
- 1952年（昭和27年） - 農薬の製造販売開始。
- 1953年（昭和28年） - たばこ腋芽抑制剤「OMH-30」発売。
- 1963年（昭和38年） - 礫耕肥料販売。
- 1964年（昭和39年） - 葉面散布肥料「サンピ」発売。
- 1976年（昭和51年） - 除草剤「パラゼット」発売
- 1979年（昭和54年） - 農業用資材消毒剤「イチバン」、殺虫剤「ルビトックス」、ナメクジ防除剤「ナメキット」発売。
- 1980年（昭和55年） - 殺菌剤「ユニテクト」発売。
- 1984年（昭和59年） - 大塚化学株式会社（初代）に商号変更。
- 1986年（昭和61年） - 除草剤「マイゼット」、殺虫剤オンコル発売。
- 1992年（平成4年） - 殺虫剤「オレート」、カルシウム剤「カルプラス」発売。
- 1993年（平成5年） - 殺虫剤「オリオン」発売。
- 1995年（平成7年） - 殺虫剤「ステッド粒剤」発売。
- 1996年（平成8年） - 殺虫剤「オンダイア」発売。
- 1997年（平成9年） - 芝生用着色剤「グリーンウェイ」発売。
- 1998年（平成10年） - 切り花ながもち液「美咲」発売、「養液土耕栽培システム」全国展開。
- 1999年（平成11年） - 水稲育苗箱専用殺虫殺菌剤「大塚ジャッジ箱粒剤」発売。
- 2000年（平成12年） - 殺虫剤「グランドオンコル」「オンコルマイクロカプセル」「オンダイアエース」「デラウスオンコル」発売、殺菌剤「オーシャイン」発売。
- 2002年（平成14年） - 大塚化学ホールディングス株式会社に商号変更。（旧）大塚化学株式会社を新設し、化学品・農薬肥料事業を承継。大塚化学株式会社が殺虫剤ハチハチ乳剤発売。
- 2007年（平成19年） - 大塚化学株式会社が殺ダニ剤ダニサラバフロアブル発売。
- 2010年（平成22年） - 大塚アグリテクノ株式会社がMBOにより独立。
- 2011年（平成23年） - ドイツBayer CropScience AGから購入した水稲除草剤「ベンフレセート」および「ベンゾフェナップ」の製造・販売を開始。
- 2012年（平成24年） - 旭化学工業株式会社を100%子会社とする。
- 2013年（平成25年） - Insecticides (India) Limitedとの合弁契約によりインドに合弁会社OAT&IIL India Laboratories Private Limitedを設立。殺菌剤「ガッテン」発売。
- 2014年（平成26年） - 大塚アグリテクノ株式会社からOATアグリオ株式会社へ商号変更。東京証券取引所第2部に上場（6月）。OATステビア株式会社設立。
- 2015年（平成27年） - 東京証券取引所第1部に指定替え（12月）。
- 2016年（平成28年） - PT. OAT MITOKU AGRIO 設立。潤禾（舟山）植物科技有限公司 設立。OATアグリフロンティア株式会社 設立。
- 2023年（令和5年） - 東京証券取引所スタンダード市場へ市場変更（10月）。

## 関係会社
- 株式会社養液土耕栽培研究所（茨城県石岡市）
- 旭化学工業株式会社（奈良県生駒郡斑鳩町）
- OATステビア株式会社（東京都千代田区）
- OAT&IIL India Laboratories Private Limited（インド）
- OAT Pakistan Private Limited（パキスタン）
- Asahi Chemical Europe s.r.o（チェコ）
- PT. OAT MITOKU AGRIO（インドネシア）
- 潤禾（舟山）植物科技有限公司（中国）
- OATアグリフロンティア株式会社（茨城県牛久市）